# جهانگیر درویش
جهانگیر درویش (زاده ۱۳ شهریور ۱۳۱۲ – درگذشته ۶ آذر ۱۴۰۳) طراح و معمار ایرانی بود. معروف‌ترین اثر جهانگیر درویش ورزشگاه تختی تهران (با نام پیشین فرح) است.

## زندگی‌نامه
جهانگیر درویش، سیزدهم شهریورماه سال ۱۳۱۲ در ورامین، در باغ بزرگ پدری که بعدها بنای کارخانجات قند ایران شد متولد شد. پدر او سعداله خان درویش از مبارزان تأثیرگذار نهضت جنگل بود. دوره متوسطه را در دبیرستان‌های البرز و هدف با نمره‌های ممتاز گذراند.
او دوره مقدماتی ۲ ساله معماری را از سال ۱۳۳۴ تا ۱۳۳۶ در دانشکده هنرهای زیبای دانشگاه تهران به پایان رساند. سپس برای ادامه تحصیل در رشته معماری به ایتالیا رفته و کارشناسی ارشد خود را از دانشکده معماری شهر رم ایتالیا گرفت؛ دوره دکترا را نیز در سال ۱۳۴۱ در دانشگاه پلی تکنیک شهر تورین ایتالیا به پایان رساند.
در سال ۱۳۴۴ نیز مؤسسه معماری درویش را در تهران و در سال ۱۳۶۲ «مؤسسه معماری دکتر درویش» را در ایتالیا تأسیس کرد. فعالیت حرفه‌ای درویش از سال ۱۳۴۱ در ایتالیا، ایران و آمریکا در این رشته آغاز شد.

## معماری
از پروژه‌های معروف او می‌توان از انستیتوی ملی آموزش در مازندران، مرکز رادیو تلویزیون‌های تهران، بندرعباس، شیراز، ارومیه و تبریز، ورزشگاه تختی تهران ، ساختمان مرسدس بنز در تورین، ویلاهای مسکونی در آمریکا، بازآفرینی مرکز خرید هوستون، پنج ساختمان فروش اتومبیل برای برندهای کرایسلر، مزدا، تویو تا، رنو، جیپ نام برد.

### معماری ورزشگاه تختی

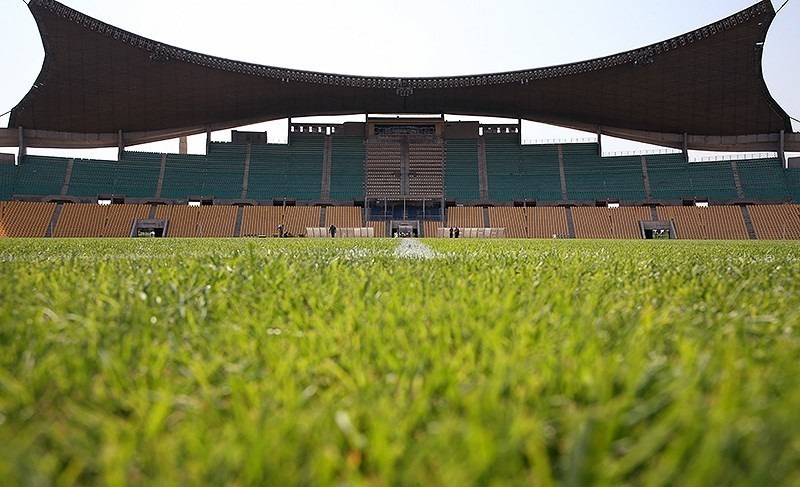
ورزشگاه تختی تهران

در خرداد ماه ۱۳۴۵ معمار جهانگیر درویش (با توجه به فعالیت‌های او که در زمینه معماری اسکلت‌های بخصوصی در ایتالیا داشتند) مشغول طرح ورزشگاه سی هزار نفری شدند.
ورزشگاه مذکور که در قسمت شرق تهران قرار دارد، نخستین مجموعه‌ای است که برای پوشش وسیع آن از سیستم کابلی استفاده شده‌است. طرح جامع ورزشگاه، معماری ورزشگاه و پوشش آن توسط جهانگیر درویش طراحی شد. محاسبات پوشش فضا توسط فرانسوی‌ها (شرکت B.E.T.CETAC) و مدل‌سازی سیستم کابلی در دانشگاه ساری(Surrey) انگلستان و پلی تکنیک لندن انجام گرفت و سپس اجرای آن پوشش_که در ایران تازگی داشت_توسط مهندسان و کارگران الجزایری، که برای فرانسوی‌ها کار می‌کردند به مرحله اجرا درآمد.
در مورد ورزشگاه تختی، درویش نوآوری‌های زیادی را چه در سامانه پوشش کششی وچه در استخوان‌بندی بتنی طراحی کرده و به اجرا درآورده که در مقایسه با سایر ورزشگاه‌های خارج از کشور می‌توان گفت جزئیات جالب و تازه تری دارد.

## کتاب
- خاطرات سعدالله خان درویش رئیس مجاهدین نظامی جمعیت جنگل[۶]
- استادیوم فرح آباد تهران[۷]